# ترسکی آلاتاو
ترسکی آلاتاو (به لاتین: Terskey Ala-too) یک رشته‌کوه در قرقیزستان است که در استان ایسیق‌کول واقع شده‌است. ترسکی آلاتاو ۵٬۲۱۶ متر بالاتر از سطح دریا واقع شده‌است.